# ویکتوریا و عبدل
ویکتوریا و عبدل (انگلیسی: Victoria & Abdul) فیلمی در ژانر زندگینامه-درام به کارگردانی استیون فریرز و نویسندگی لی هال است که در سال ۲۰۱۷ منتشر شد. این فیلم بر اساس داستانی واقعی از دوستی ملکه ویکتوریا با خدمتگزار هندی اش، عبدالکریم است. از ستارگان این فیلم می‌توان به جودی دنچ، علی فضل، ادی ایزارد، تیم پیگات-اسمیت و عدیل اختر اشاره کرد. فوکس فیچرز این فیلم را در ۲۲ سپتامبر ۲۰۱۷ منتشر کرد.

## بازیگران
- جودی دنچ در نقش ملکه ویکتوریا
- علی فضل در نقش عبدالکریم
- ادی ایزارد در نقش ادوارد هفتم
- تیم پیگات-اسمیت در نقش هنری پانسونبی
- عادل اختر در نقش محمد
- سیمون کالو در نقش جاکومو پوچینی
- مایکل گمبون در نقش رابرت گاسکوین-سسیل
- جولین وادهام در نقش الیک یورک
- اولیویا ویلیامز در نقش جین اسپنسر، بارونس چرچیل
- فنلا وولگار در نقش خانم فیپس
- جاناتان هاردن در نقش ویلهلم دوم

## تولید
در ۱۷ جوئن ۲۰۱۶ اعلام شد که جودی دنچ در فیلم ویکتوریا و عبدل نقش ملکه ویکتوریا (همان نقشش در فیلم خانم براون) را بازی خواهد کرد و این فیلم بر پایه کتابی به همین نام اثر شرابانی باسو است و استیون فریرز می‌خواهد این فیلم را کارگردانی کند. در ۵ اوت ۲۰۱۶ اعلام شد که علی فضل جهت ایفای نقش عبدالکریم به این پروژه پیوسته است. در همان تاریخ نام کمپانی‌های سازنده فیلم یعنی بی‌بی‌سی فیلمز، وورکینگ تایتل فیلمز و فوکس فیچرز اعلام شد. همچنین فوکس فیچرز متمایل به انتشار داخلی فیلم است و انتشار فیلم در سایر کشورها به عهده یونیورسال استودیوز می‌باشد. فیلمنامه پروژه بدست لی هال نوشته شده و تهیه کنندگان فیلم بیبان کیدرون، تریسی سیوارد، تیم بوان و اریک فلنر خواهند بود، همچنین ادی ایزارد، تیم پیگات-اسمیت، مایکل گمبون و عادل اختر به بازیگران فیلم پیوسته‌اند.
فیلمبرداری این پروژه در ۱۵ سپتامبر ۲۰۱۶ در خانه اوزبورن در جزیره وایت واقع در انگلستان آغاز شد.

## انتشار
ویکتوریا و عبدل در ۲۲ سپتامبر ۲۰۱۷ به صورت محدود توسط فوکس فیچرز اکران شد.